# 풀베개
《풀베개》(일본어: 草枕 쿠사마쿠라[*])는 나쓰메 소세키의 소설이다. 1906년 "신소설"에 발표되었다. 구마모토현 다마나시 오아마 온천을 무대로, 저자가 말하는 인정을 초월한 세계를 그린 작품이다.
"산길을 오르면서 이렇게 생각했다"라는 문장으로 시작해, "이치를 따지면 모가 나고, 감정에 치우치면 뒤쳐지고, 고집을 피우면 외로워진다. 대체로 사람의 세상은 살기 어렵다 "라고 계속되는 첫 머리 부분이 유명하며, 독자 사이에서 초기 명작으로 평가된다.

## 한국어 판본 정보
- 《풀베개》, 오석윤 역, 책세상, 2005
- 《풀베개》, 송태욱 역, 현암사, 2013
- 《쿠사마쿠라》, 조재중 역, 이담북스, 2013